# 阿爾馬格爾峰
46°05′13″N 7°59′40″E / 46.08694°N 7.99444°E

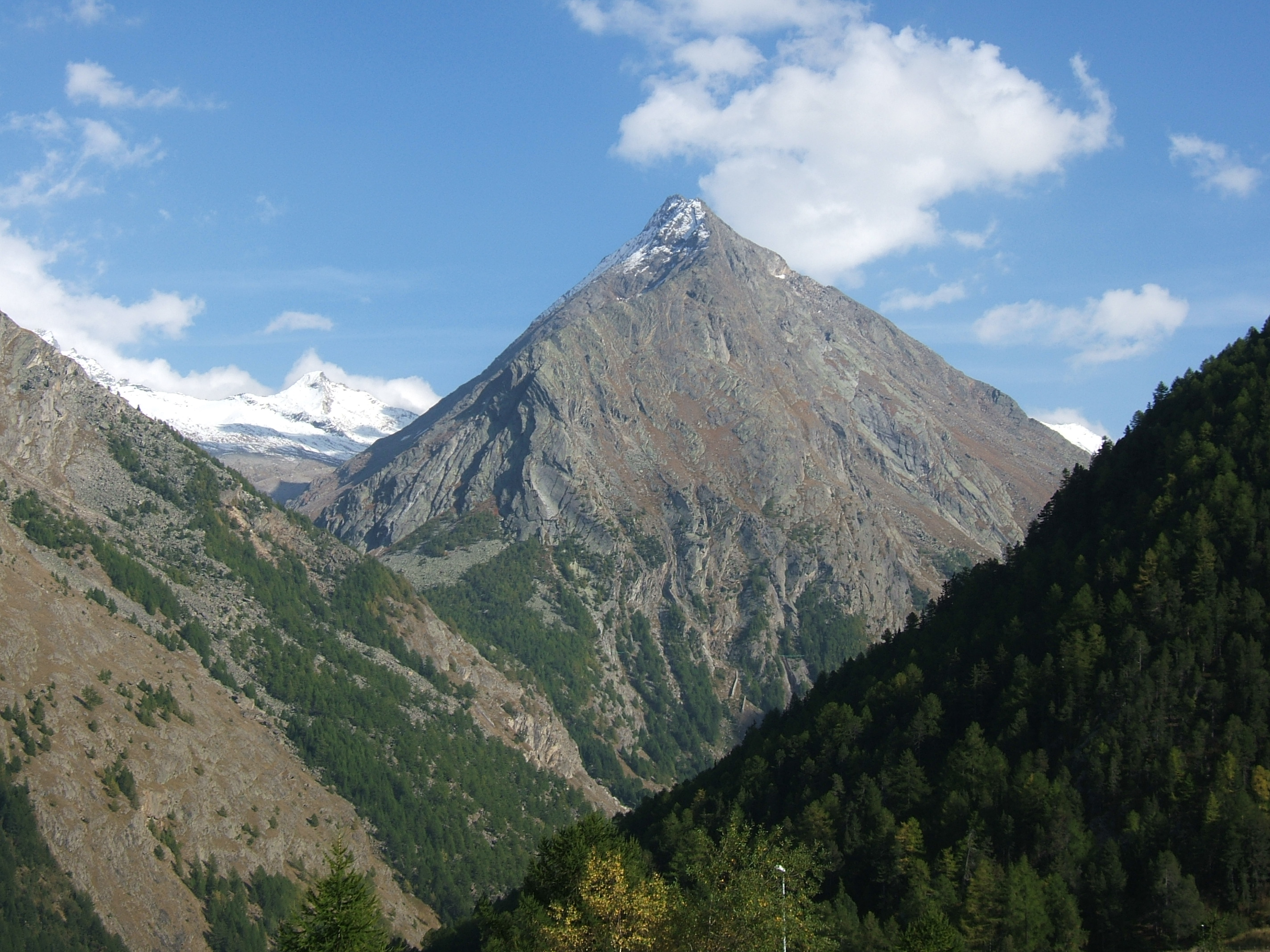

阿爾馬格爾峰（Almagellhorn），是瑞士的山峰，位於該國南部，由瓦萊州負責管轄，屬於本寧阿爾卑斯山脈的一部分，海拔高度3,327米，每年平均降雨量2,221毫米。